# Trisuloides sericea
Trisuloides sericea är en fjärilsart som beskrevs av Butler 1881. Trisuloides sericea ingår i släktet Trisuloides och familjen Pantheidae. Inga underarter finns listade i Catalogue of Life.